# Still 525
Still 525
Stilljollen är en rejäl, välseglande och beprövad seglarskolebåt konstruerad av Eivind Still och byggd hos Vene Björndahl i Finland. Still 525 lanserades 1982 och byggdes under 1980-talet i närmare 500 exemplar. Det är en öppen centerbordsjolle för 2 – 4 personer. Vid utflyktssegling ryms det utan problem några barn till ombord. Båten är lättdriven och snabb (Den har LYS-tal utan spinnaker på 0,92). 
Den används bl.a. i seglarskolors fortsättnings- och kappseglingsgrupper. Med en instruktör ombord är det också en utmärkt nybörjarbåt. 
Eftersom det är en ganska stor och rundbottnad centerbordsjolle, krävs det en del vikt att "burka" med när det blåser frisk vind.
| Skrovets längd: | 5,25 m                 |
| Skrovets bredd: | 2,00 m                 |
| Skrovmaterial:  | glasfiberarmerad plast |
| Skrovvikt:      | 240 kg                 |
| Storsegelyta:   | 9,6 m²                 |
| Fockens yta:    | 3,7 m²                 |
| Spinnaker yta:  | 13,0 m²                |